# 豺狼座ψ
豺狼座ψ，又名CD-3310631，HD 139521、SAO 206843、HR 5820，是豺狼座的一颗恒星，视星等为4.67，位于銀經338.19，銀緯16.69，其B1900.0坐标为赤經15h 33m 24.8s，赤緯-34° 16.69′ 8″。